# Алмаш (Нямц)
Алмаш (рум. Almaș) — село у повіті Нямц в Румунії. Входить до складу комуни Гирчина.
Село розташоване на відстані 286 км на північ від Бухареста, 9 км на північ від П'ятра-Нямца, 95 км на захід від Ясс.

## Населення
За даними перепису населення 2002 року у селі проживали 649 осіб, усі — румуни. Усі жителі села рідною мовою назвали румунську.